# Карл Август фон Турн и Таксис
Карл Август Йозеф Мария Максимилиан Ламорал Антониус Игнациус Бенедиктус Валентин фон Турн и Таксис (на немски: Karl August, Fürst von Thurn und Taxis; Karl August Joseph Maria Maximilian Lamoral Antonius Ignatius Benediktus Valentin von Thurn und Taxis; * 23 юли 1898, дворец Гератсхаузен, Фелдафинг на езерото Щарнберг; † 26 април 1982, Регенсбург) е 10. княз на Турн и Таксис и шеф на рода от 13 юли 1971 г. до смъртта си 1982 г.

## Биография
Той е син на 8. княз Алберт фон Турн и Таксис (1867 – 1952) и съпругата му ерцхерцогиня Маргарета Клементина Австрийска (1870 – 1955), дъщеря на ерцхерцог Йозеф Карл Лудвиг Австрийски (1833 – 1905) и принцеса Клотилда от Саксония-Кобург и Гота (1846 – 1927), дъщеря на княз Карл Хайнрих фон Льовенщайн-Вертхайм-Розенберг.
Карл Август след гимназията в Регенсбург следва природни науки в университета във Вюрцбург. След женитбата му през 1921 г. той живее с фамилията си в имението Хьофлинг при Регенсбург и се грижи за близкото селско имение Бургвайнтинг, където растат и децата му. Като противник на национал-социалистическия режим той забранява на децата си да влезнат в Хитлерюгенд.
През Втората световна война той, както брат му, трябва да влезе във войската. След обвинение, че слуша вражеско радио-предавания на BBC, Карл Август е арестуван на 8 август 1944 г. в Хьофлинг от Гестапо и осъден. Въпреки застъпването на португалското посолство във Виена, той остава до края на войната в затвора на Гестапо в Ландсхут.
Карл Август фон Турн и Таксис става княз на 73 години и шеф на рода през 1971 г. след смъртта на по-големия му брат Франц Йозеф (1893 – 1971). Той реставрира вътрешни части на дворец Ст. Емаран, строи къщи за работниците и чиновниците си.
Умира на 26 април 1982 г. на 83 години в Регенсбург. Погребан е гробницата-капела на дворец Ст. Емерам. Наследен е от синът му Йоханес фон Турн и Таксис като 11. княз и шеф на рода.

## Фамилия
Карл Август фон Турн и Таксис се жени на 18 август 1921 г. в дворец Таксис при Дишинген в Баден-Вюртемберг за инфанта Мария Анна Рафаела Микаела Габриела Лауренца фон Браганса от Португалия (* 3 септември 1899, дворец Фишхорн, Австрия; † 23 юни 1971, Фелдафинг, Горна Бавария), дъщеря на херцог Мигел Брагански (1853 – 1927) и принцеса Мария Тереза фон Льовенщайн-Вертхайм-Розенберг (1870 – 1935), дъщеря на княз Карл Хайнрих фон Льовенщайн-Вертхайм-Розенберг. Тя е внучка на крал Мигел I и сестра на съпругата на брат му Франц Йозеф. Те имат четири деца:
- Клотилда Алберта Мария Франциска Ксаверия Андрея (* 30 ноември 1922, Регенсбург; † 1 септември 2009, Хайденхайм ан дер Бренц), омъжена (цив) в Бургвайнтинг при Регенсбург на 1 ноември 1944 г., (рел) в Регенсбург на 7 ноември 1944 г. за принц Йохан/Ханс Мориц фон и цу Лихтенщайн (* 6 август 1914, Валдщайн при Пегау; † 3 февруари 2004, Тулн, Австрия), син на принц Алфред Роман фон и цу Лихтенщайн (1875 – 1930); имат седем деца, пет сина и две дъщери
- Мафалда Терезия Франциска Йозефа Мария (* 6 март 1924, Регенсбург; † 24 юли 1989, Мюнхен), омъжена (цив) в Мюнхен на 22 декември 1961 г., (рел) в Андекс на 16 януари 1964 г. за принц Франц фон Турн и Таксис (* 15 април 1915; † 17 април 1997), син на принц Ерих фон Турн и Таксис (1876 – 1952); имат една дъщеря
- Йоханес Баптиста де Йесус Мария Луис Мигуел Фридрих Бонифациус Ламорал (* 5 юни 1926, дворец Хьофлинг при Регенсбург; † 14 декември 1990, Гросхадерн, Мюнхен), бизнесмен, 11. княз на Турн и Таксис от 1982 г., женен в Регенсбург (цив) на 30 май 1980 г. и (рел.) на 31 май 1980 г. за графиня Мария Глория фон Шьонбург-Глаухау (* 23 февруари 1960, Щутгарт-Дегерлох), дъщеря на граф Йоахим фон Шьонбург-Глаухау (1929 – 1998); има един син Алберт (* 1983; един от най-богатите в Германия) и три дъщери
- Алберт Мария Раймунд Илдефонс Паул Поликарпе Ламорал (* 23 януари 1930, Регенсбург; † 4 февруари 1935, Регенсбург)

## Галерия
- Дворец Таксис в Дишинген в Баден-Вюртемберг
- Дворец Хьофлинг в Регенсбург